# Grochale Górne
Grochale Górne – dawniej wieś sołecka, obecnie nieoficjalna część wsi Nowe Grochale w Polsce, położona w województwie mazowieckim, w powiecie nowodworskim, w gminie Leoncin.
Stanowią zabudowania w południowej części Grochali Nowych nad Kanałem Kromowskim.

## Historia
Dawniej Grochale Górne stanowiły odrębną wieś należącą do gminy Głusk w powiecie sochaczewskim w województwie warszawskim. W świetle spisu z 1921 roku w Grochalach Górnych mieszkało 100 mieszkańców w 11 budynkach. W 1933 roku gminę Głusk podzielono na gromady, a Grochale Górne weszły w skład gromady Grochale Nowe w gminie Głusk. 
1 lipca 1952 włączono je do gminy Kazuń w nowo utworzonym powiecie nowodworskim w województwie warszawskim. W latach 1954–1972 w nowo utworzonej gromadzie Głusk.
1 stycznia 1973 związku z kolejną reformą administracyjną kraju, Grochale Górne ustanowiły jedno z 33 sołectw reaktywowanej gminy Leoncin w powiecie nowodworskim.
W latach 1975–1998 miejscowość administracyjnie należała do województwa warszawskiego.